# Sitapha Savané
Sitapha Alfred Savané (Dakar, 20 agosto 1978) è un ex cestista senegalese con cittadinanza spagnola.

## Carriera
Con il Senegal ha disputato i Campionati mondiali del 2006.

## Palmarès
- Copa Príncipe de Asturias: 1

Tenerife: 2003